# Aethiessa floralis
Aethiessa floralis (Fabricius, 1787) è un coleottero scarabeide della tribù Cetoniini, diffuso nel versante occidentale del bacino del Mediterraneo.

## Descrizione
Si tratta di un insetto di medie dimensioni comprese tra 13 e 21 mm. Presenta una colorazione prevalentemente nera con delle squame bianche concentrate in particolare nella metà posteriore delle elitre.

## Biologia
Gli adulti appaiono a fine primavera e sono visibili anche in estate. Si possono osservare sui cardi intenti a nutrirsi. Le larve si sviluppano nel terreno, nutrendosi di legno marcio.

## Distribuzione e habitat
Questa specie ha un areale centrato sul Nord Africa, che si estende a Malta, alla Sicilia (con popolazioni anche a Lampedusa e Pantelleria), alla Sardegna e alla Calabria.
Predilige ambienti assolati aridi e soleggiati.

## Conservazione
A. floralis è inserita nella Lista rossa IUCN come specie a basso rischio (Least Concern).